# Mistrzostwa Polski w Boksie 2017
Mistrzostwa Polski w Boksie 2017 – 88. edycja mistrzostw Polski, przeprowadzona w Człopie między 27 a 31 marca 2017. W zawodach uczestniczyło 140 pięściarzy, reprezentujących 57 klubów. Najwięcej zawodników, 26, wystartowało w kategorii do 75 kg, najmniej – dwóch, którzy stoczyli między sobą walkę o tytuł mistrza kraju – w kategorii do 49 kg. W klasyfikacji klubowej zwyciężył Skorpion Szczecin (212. pkt.), drugie miejsce zajął Rushh Kielce (92. pkt.), a trzeci był Hetman Białystok (90. pkt.). W klasyfikacji medalowej triumfował Skorpion Szczecin, którego pięściarze zdobyli 5 medali.

## Medaliści
| Kategoria:                       | Złoto:                                   | Srebro:                                  | Brąz:                                                                                  |
| waga papierowa (do 49 kg)        | Jakub Słomiński (Wda Świecie)            | Dorian Mospinek (Skorpion Szczecin)      |                                                                                        |
| waga musza (do 52 kg)            | Dawid Miziołek (Jawor Team Jaworzno)     | Kacper Harkawy (Skorpion Szczecin)       | Mateusz Pustuła (KS Polkowice) Krzysztof Rydyński (Olimp Szczecin)                     |
| waga kogucia (do 56 kg)          | Tomasz Resól (Skorpion Szczecin)         | Jarosław Iwanow (Wisła Kraków)           | Norbert Borzęcki (NOSiR Nowy Dwór Mazowiecki) Daniel Żaboklicki (Legia Warszawa)       |
| waga lekka (do 60 kg)            | Marek Pietruczuk (Victoria Ostrołęka)    | Radomir Obruśniak (Róża Karlino)         | Karol Kowal (Skorpion Szczecin) Adrian Kowal (Olimp Lublin)                            |
| waga lekkopółśrednia (do 64 kg)  | Mateusz Polski (Róża Karlino)            | Dawid Michelus (Kontra Elbląg)           | Krystian Sielawa (Hetman Białystok) Łukasz Niemczyk (Champion Chojnów Powiat Legnicki) |
| waga półśrednia (do 69 kg)       | Damian Kiwior (Tiger Tarnów)             | Patryk Cichy (Boks Poznań Team)          | Maksymilian Gibadło (Carbo Gliwice) Patryk Flis (Copacabana Konin)                     |
| waga średnia (do 75 kg)          | Bartosz Gołębiewski (Rushh Kielce)       | Daniel Adamiec (Rushh Kielce)            | Rafał Perczyński (Akademia Walki Warszawa) Konrad Kozłowski (Fight Club Koszalin)      |
| waga półciężka (do 81 kg)        | Arkadiusz Szwedowicz (Skorpion Szczecin) | Mateusz Goiński (Zagłębie Konin)         | Jakub Kasprzak (Boks Poznań Team) Michał Soczyński (PACO Lublin)                       |
| waga ciężka (do 91 kg)           | Jan Sosnowski (Zawisza Bydgoszcz)        | Andrzej Szkuta (Boxing Sokółka)          | Mikołaj Sadurski (PACO Lublin) Andrzej Kołton (KSZO Ostrowiec Świętokrzyski)           |
| waga superciężka (powyżej 91 kg) | Paweł Wierzbicki (Boxing Sokółka)        | Aleksander Stawirej (Ziętek Team Kalisz) | Mateusz Figiel (Hetman Białystok) Roger Hryniuk (Cristal Białystok)                    |